# كبدور (لمرابطين)
كبدور هو دُوَّار يقع بجماعة سيدي بوطيب، إقليم بولمان، جهة فاس مكناس في المملكة المغربية. ينتمي الدوّار لمشيخة لمرابطين التي تضم 8 دواوير. يقدر عدد سكانه بـ 803 نسمة حسب الإحصاء الرسمي للسكان والسكنى لسنة 2004.

## روابط خارجية
- البوابة الوطنية للجماعات الترابية نسخة محفوظة 12 مارس 2018 على موقع واي باك مشين.
- المندوبية السامية للتخطيط